# Melanis cratia
Melanis cratia is een vlindersoort uit de familie van de prachtvlinders (Riodinidae), onderfamilie Riodininae.
Melanis cratia werd in 1870 beschreven door Hewitson.